# 佐藤哲三郎
佐藤 哲三郎（さとう てつさぶろう、1889年〈明治22年〉5月5日 - 1958年〈昭和33年〉12月31日）は、日本の洋画家。

## 略歴
新潟県新潟市寄居町（現 新潟市中央区寄居町）の教育者・佐藤荘松の三男として出生。
1907年（明治40年）3月に新潟中学校を卒業、1912年（明治45年）3月に東京美術学校西洋画科を卒業。
1912年（大正元年）10月の第6回文展で『化粧』により三等賞を受賞、1913年（大正2年）4月の第3回東京勧業展覧会で『紅き燈』により二等賞を受賞。
二科会の創立会員となるが、文展、帝展にも出品し続けた。
1920年（大正9年）3月に東京美術学校の同期の萬鉄五郎、神津港人、熊岡美彦、片多徳郎、斎藤素巌らと14人で美術団体の四十年社を結成、1929年（昭和4年）2月に青山熊治らと第一美術協会を創立。
太平洋戦争のため新潟市に疎開、戦後しばらく新潟県文化祭美術展（1959年〈昭和34年〉から新潟県美術展覧会〈県展〉）の審査員を務めるなど郷土文化の向上に貢献した。
1958年（昭和33年）12月31日夜に喘息のため死去、69歳没。葬儀は東京都武蔵野市吉祥寺の自宅で執り行われた。
画風は穏やかで落ち着いた写実的なものであった。

## 親族
- 井上庄五郎 - 曽祖父（父の父の父）[1][2]、新潟町年寄。
- 井上文昌 - 伯祖父（父の父の兄）[1]、絵師。
- 佐藤荘松 - 父[1][2]、教育者、私立蛍雪校校主、私立新潟図書館設立者・館長。
- 佐藤荘一郎 - 長兄[1][2]、ドイツ文学者、奈良県立短期大学教授、第二高等学校教授、外務省情報部嘱託、内閣調査局嘱託。

## 関連人物
- 安宅安五郎 - 洋画家。幼少の頃に佐藤哲三郎の父の佐藤荘松に学んでいたため佐藤哲三郎とは親善の間柄である[17]。